# Mannheim Steamroller
Mannheim Steamroller ist ein Crossover-Klassik-Projekt des US-amerikanischen Musikers Chip Davis (* 15. November 1947 als Louis Davis). Ab Mitte der 1980er Jahre war er mit seiner klassischen Musik in moderner Instrumentierung besonders mit Weihnachtsalben sehr erfolgreich. Er hat allein in den USA mehr als 28 Millionen Alben verkauft. Die Selbstbezeichnung lautet klassische Rockgruppe des 18. Jahrhunderts.

## Bandgeschichte
Chip Davis wuchs in Ohio auf. Sein Vater war Musiklehrer an der High School, seine Mutter Orchesterposaunistin. Mit vier Jahren bekam er bereits Klavierunterricht, später sang er im Jugendchor und spielte Fagott im Harmonieorchester der Universität von Michigan. Nach seinem Abschluss 1969 war er fünf Jahre mit dem Norman Luboff Choir unterwegs, einem Crossover-Chor, dessen Repertoire von Pop bis Klassik reichte. Es folgte eine Zeit als Musiklehrer in seiner Heimatstadt Sylvania, bevor er eine Stelle als Dirigent und Arrangeur einer Aufführung des Musicals Hair in Omaha annahm. Danach arbeitete er als Werbemusiker und erschuf Mitte der 1970er nebenher zusammen mit dem Countrysänger Bill Fries die Figur C. W. McCall.
Als dieses Projekt erfolgreich angelaufen war, zog er sich zurück und wandte sich seiner Vorliebe für Pop-Arrangements von klassischer Musik zu. Mit Synthesizer und Bassgitarre instrumentierte er selbstgeschriebene klassische Stücke und produzierte das Album Fresh Aire. Als er kein Label fand, gründete er 1974 sein eigenes Unternehmen und vermarktete das Album unter dem Pseudonym Mannheim Steamroller. Der Name ist eine ironische Mischung zweier Begriffe: der Mannheimer Walze (engl.: Mannheim Roller), einer deutschen Musiktechnik des 18. Jahrhunderts, sowie Dampfwalze (engl. steamroller). Zuerst wandte er sich an den Handel, der mit der Musik die Qualität seiner Stereoanlagen demonstrieren konnte, und fand dadurch ein Publikum bei Musikliebhabern. Nach dem Anfangserfolg produzierte er im Zwei-Jahres-Rhythmus weitere Alben in der Fresh-Aire-Serie, die aber nur einen begrenzten Interessentenkreis fand.
Der Durchbruch kam erst 1984 mit seiner Version des Weihnachtslieds Deck the Halls. Sie wurde ein Hit in den Adult-Contemporary-Charts und das zugehörige Album Mannheim Steamroller Christmas schaffte es in die offiziellen Albumcharts auf Platz 110. Es entwickelte sich zu einem Klassiker, der bis 1990 regelmäßig zum Jahresende in die Charts zurückkehrte und zwei Jahrzehnte lang immer wieder vordere Plätze in den Weihnachtscharts belegte. 1988 wurde es erstmals mit Gold für die Verkäufe ausgezeichnet. Bis 2004 erreichte es 6-fach-Platin für 6 Millionen verkaufte Exemplare.
Zwei Jahre nach dem Durchbruch schaffte es erstmals ein Album der Fresh-Aire-Reihe in die Charts. Im Jahr darauf folgte Classical Gas, eine Zusammenarbeit mit Mason Williams, der Ende der 1960er mit dem gleichnamigen Instrumental einen Hit gehabt hatte. Beide Alben wurden Mit Gold ausgezeichnet. Mit A Fresh Aire Christmas veröffentlichte Davis 1988 ein zweites Weihnachtsalbum, das den Erfolg des 1984er-Albums wiederholen konnte. Es bekam ebenfalls 6-fach-Platin verliehen und erreichte sogar Platz 36 in den offiziellen Charts, in den Weihnachtscharts belegten beide Alben 1988 die ersten beiden Plätze. 1990 erschien Yellowstone: The Music of Nature, ein Benefizalbum, das eine halbe Million Dollar zu Gunsten des Yellowstone-Nationalparks einspielte, und Fresh Aire 7. Beide Alben kamen in die offiziellen Charts und bekamen Gold.
In den frühen 1990ern begann Chip Davis auch unter eigenem Namen zu veröffentlichen, aber erst 1995 hatte er mit einem weiteren Steamroller-Weihnachtsalbum mit dem Titel Christmas in the Aire einen weiteren großen Charterfolg. Er verkaufte in diesem Jahr alleine im Vorweihnachtsgeschäft 3 Millionen Exemplare und mit Platz 3 in den Billboard 200 erreichte er seine beste Chartplatzierung. Im Jahr darauf hatte er mit Holiday Musik seine einzige Chartplatzierung unter seinem richtigen Namen. Als Mannheim Steamroller gab es mit dem Livealbum Christmas Live und mit The Christmas Angel – A Family Story, bei dem Olivia Newton-John und Chip Davis zwischen den Musikstücken eine Weihnachtsgeschichte von Mark Valenti vorlesen, in den folgenden Jahren zwei weitere Veröffentlichungen, die sich über eine Million Mal verkauften und in den Top 40 platziert waren.
Im Drei-Jahres-Rhythmus folgten auch in den 2000ern weitere Weihnachtsalben mit ungebrochenem Erfolg. 2001 erreichte Christmas Extraordinaire Platz 5 und 3-fach-Platin. 2004 folgte Christmas Celebration auf Platz 19 und 2007 Christmas Song ein weiteres Mal auf Platz 5, beide Alben waren Millionenseller. 2009 erreichte eine Zusammenstellung von Stücken zum 25-jährigen Jubiläum des ersten Weihnachtserfolgs noch einmal Goldstatus. Trotz weiterer Chartplatzierung hatte der Erfolg des Konzepts von Mannheim Steamroller aber nachgelassen und die Verkaufszahlen gingen in den 2010ern weiter zurück.

## Diskografie

### DieFresh-Aire-Serie
| Jahr | Titel          | Höchstplatzierung, Gesamtwochen, AuszeichnungChartsChartplatzierungen (Jahr, Titel, Platzierungen, Wochen, Auszeichnungen, Anmerkungen) | Anmerkungen |
| Jahr | Titel          | US | Anmerkungen |
| ---- | -------------- | --- | ----------- |
| 1974 | Fresh Aire     | US— GoldUS |             |
| 1977 | Fresh Aire II  | US— GoldUS |             |
| 1979 | Fresh Aire III | US— GoldUS |             |
| 1981 | Fresh Aire IV  | US— GoldUS |             |
| 1983 | Fresh Aire V   | US— GoldUS |             |
| 1986 | Fresh Aire VI  | US155 Gold · (14 Wo.)US |             |
| 1991 | Fresh Aire 7   | US77 Gold · (16 Wo.)US |             |
| 2000 | Fresh Aire 8   | — |             |

Weitere Alben
- Fresh Aire Interludes (Kompilation, 1981)
- Seasons: A Fresh Aire Collection (Box mit Alben I bis IV, 1993)
- Fresh Aire Music Motivator (Kompilation, 1993)
- The Fresh Aire Music of Mannheim Steamroller (Kompilation, 2007)

### Weihnachtsalben
| Jahr | Titel                                  | Höchstplatzierung, Gesamtwochen, AuszeichnungChartsChartplatzierungen (Jahr, Titel, Platzierungen, Wochen, Auszeichnungen, Anmerkungen) | Anmerkungen |
| Jahr | Titel                                  | US | Anmerkungen |
| ---- | -------------------------------------- | --- | --- |
| 1984 | Mannheim Steamroller Christmas         | US50 ×6Sechsfachplatin · (39 a Wo.)US                                                                                                   | die Höchstplatzierung wurde 1988 erreicht Platz 1 der Weihnachtscharts (1991)                                                     |
| 1988 | A Fresh Aire Christmas                 | US36 ×6Sechsfachplatin · (24 a Wo.)US                                                                                                   | Platz 1 der Weihnachtscharts (1988, 1991)                                                                                         |
| 1995 | Christmas in the Aire                  | US3 ×4Vierfachplatin · (18 Wo.)US | Platz 1 der Weihnachtscharts (1995)                                                                                               |
| 1997 | Christmas Live                         | US24 Platin · (12 Wo.)US | live aufgenommen am 3. Januar 1996 im Orpheum Theater in Omaha Platz 1 der Weihnachtscharts (1997)                                |
| 1998 | The Christmas Angel – A Family Story   | US25 Platin · (11 Wo.)US | Musik und eine Geschichte von Mark Valenti mit Olivia Newton-John und Chip Davis als Sprecher Platz 2 der Weihnachtscharts (1998) |
| 2001 | Christmas Extraordinaire               | US5 ×3Dreifachplatin · (27 Wo.)US | Platz 1 der Weihnachtscharts (2001, 2002, 2003)                                                                                   |
| 2004 | Christmas Celebration                  | US19 Platin · (22 Wo.)US | Platz 1 der Weihnachtscharts (2004)                                                                                               |
| 2007 | Christmas Song                         | US5 Platin · (15 Wo.)US | Platz 2 der Weihnachtscharts (2007)                                                                                               |
| 2007 | Christmas: Traditions                  | US92 (7 Wo.)US | |
| 2008 | A Candlelight Christmas                | US68 (9 Wo.)US | Kompilation Platz 8 der Weihnachtscharts (2011)                                                                                   |
| 2008 | Christmasville                         | US48 (10 Wo.)US | Platz 8 der Weihnachtscharts (2008)                                                                                               |
| 2009 | Christmas: 25th Anniversary Collection | US29 Gold · (29 Wo.)US | Platz 6 der Weihnachtscharts (2009)                                                                                               |
| 2011 | Christmas Symphony                     | US19 (23 Wo.)US | mit Members of the Czech Philharmonic Orchestra Platz 2 der Weihnachtscharts (2011)                                               |
| 2013 | Christmas Symphony II                  | US26 (11 Wo.)US | mit Members of the Czech Philharmonic Orchestra Platz 2 der Weihnachtscharts (2013)                                               |
| 2015 | Live                                   | US66 (10 Wo.)US | live aufgenommen bei zwei Konzerten im Orpheum Theater, Omaha Platz 8 der Weihnachtscharts (2015)                                 |

Weitere Alben
- Latin Christmas (1993)
- My Little Christmas Tree & Other Christmas Bedtime Stories (Buch mit Musik-CD, 1997)
- Christmas Collection (CD-Box, 2001, US: Gold)
- Winter Wonderland (Kompilation, 2006)
- Trimming the Tree (Kompilation, 2007)
- Morning Frost (Kompilation, 2007)
- Sweet Memories (Kompilation, 2008)
- Heading Home (Kompilation, 2010)
- Hometown (Kompilation, 2011)
- Mannheim Ultimate Christmas Collection (CD-Box, 2011)
- ’Tis the Season (Kompilation, 2012)
- Christmas Companion (4 Medleys, 2014)

### Andere Alben
| Jahr | Titel                                       | Höchstplatzierung, Gesamtwochen, AuszeichnungChartsChartplatzierungen (Jahr, Titel, Platzierungen, Wochen, Auszeichnungen, Anmerkungen) | Anmerkungen |
| Jahr | Titel                                       | US | Anmerkungen |
| ---- | ------------------------------------------- | --- | --- |
| 1987 | Classical Gas                               | US118 Gold · (19 Wo.)US | mit Mason Williams als Musiker und von ihm komponierten Stücken                                                  |
| 1990 | Yellowstone – The Music of Nature           | US167 Gold · (8 Wo.)US | Benefizalbum zugunsten des Yellowstone-Nationalparks                                                             |
| 1999 | Mannheim Steamroller Meets the Mouse        | US89 (10 Wo.)US | Melodien aus Disney-Filmen                                                                                       |
| 1999 | 25 Year Celebration of Mannheim Steamroller | US168 (1 Wo.)US | Kompilation |
| 2003 | Romantic Melodies                           | US41 (6 Wo.)US | |
| 2003 | American Spirit                             | US78 (8 Wo.)US | mit 4 Songs von C. W. McCall (American Spirit, Convoy, Wolf Creek Pass und Tin Type)                             |
| 2003 | Halloween                                   | US53 (5 Wo.)US | Mischung aus klassischer Musik und Eigenkompositionen                                                            |
| 2004 | Halloween: Monster Mix                      | US65 (2 Wo.)US | |
| 2005 | Romantic Themes                             | US172 (1 Wo.)US | |
| 2006 | Halloween 2: Creatures Collection           | US68 (4 Wo.)US | |
| 2014 | 30/40                                       | US53 (9 Wo.)US | Kompilation zum 30-jährigen Jubiläum des ersten Christmas- und 40-jährigen Jubiläum des ersten Fresh-Aire-Albums |

Weitere Alben
- Saving the Wildlife (Soundtrack zu einer TV-Dokumentation, 1986, wiederveröffentlicht 2012 als Safari)
- To Russia with Love (Eigenkompositionen und Stücke russischer klassischer Komponisten, 1994)
- Huskers Musik (EP, 1996)
- A Mannheim Massage (Kompilation, 1997)
- In the Deed/The Glory (Kompilation, 1998)
- Ambience: Bird Song (2000)
- Ambience: Summer Song Song (2001)
- Ambience: Ambience Song (2003)
- Exclusive Collection (Kompilation, 2004)
- Halloween: Sweet Tooth (Kompilation, 2006)
- Toccata: Best of Mannheim Steamroller (Kompilation, 2006)
- The Music of the Spheres (2007)
- True Wilderness (2010)
- Snapshot: Mannheim Steamroller (Kompilation, 2013)
- Exotic Spaces (2017)

### Chip-Davis-Kompilationen
Zusammenstellungen von Stücken verschiedener Interpreten meist mit einem einleitenden oder abschließenden Stück von Mannheim Steamroller

| Jahr | Titel                     | Höchstplatzierung, Gesamtwochen, AuszeichnungChartsChartplatzierungen (Jahr, Titel, Platzierungen, Wochen, Auszeichnungen, Anmerkungen) | Anmerkungen |
| Jahr | Titel                     | US | Anmerkungen |
| ---- | ------------------------- | --- | ----------- |
| 1996 | Chip Davis’ Holiday Musik | US168 (1 Wo.)US |             |

Weitere Alben
- Chip Davis’ Day Parts: Sunday Morning Coffee (1991)
- Chip Davis’ Day Parts: Party Music That Cooks (1992)
- Chip Davis’ Day Parts: Romance (1992)
- Chip Davis’ Day Parts: Dinner (1992)
- Impressions (1992)
- Chip Davis’ Day Parts: Sunday Morning Coffee 2 (1993)
- Chip Davis’ Day Parts: Party Music That Cooks 2 (1995)
- Chip Davis’ Holiday Musik II (1997)
- Chip Davis’ Day Parts: Romance II (1997)
- Chip Davis Presents: Renaissance Holiday (1998)

## Videoalben
- 1997: Christmas Live (US: Gold)
- 2004: Mannheim Steamroller Music DVD Collection (US: Gold)

## Auszeichnungen für Musikverkäufe
| Goldene Schallplatte - Kanada - 1989: für das Album Christmas Record |

Anmerkung: Auszeichnungen in Ländern aus den Charttabellen bzw. Chartboxen sind in ebendiesen zu finden.
| Land/RegionAuszeichnungen für Musikverkäufe (Land/Region, Auszeichnungen, Verkäufe, Quellen) | Gold       | Platin       | Verkäufe   | Quellen         |
| -------------------------------------------------------------------------------------------- | ---------- | ------------ | ---------- | --------------- |
| Kanada (MC)                                                                                  | Gold1      | —            | 50.000     | musiccanada.com |
| Vereinigte Staaten (RIAA)                                                                    | 13× Gold13 | 23× Platin23 | 28.600.000 | riaa.com        |
| Insgesamt                                                                                    | 14× Gold14 | 23× Platin23 |            |                 |